# Flins-Neuve-Église
Flins-Neuve-Église é uma comuna francesa na região administrativa da Île-de-France, no departamento de Yvelines. A comuna possui 147 habitantes segundo o censo de 1990.